# Bleke borstelkurkzwam
De bleke borstelkurkzwam (Trametes trogii) is een schimmel behorend tot de familie Polyporaceae. Hij leeft als necrotrofe parasiet op stammen van dode bomen. Hij komt met name voor op bomen met zacht hout, zoals populieren en wilgen. Er zijn ook waarnemingen bekend bij andere soorten loofbomen (esdoorns, berken, beuk, eiken en iepen).

## Kenmerken

### Uiterlijke kenmerken
De hoed kan een diameter hebben van 10 cm en 4 cm van het substraat afstaan. Ze staan vaak dakpansgewijs boven elkaar. Het hoedoppervlak is droog, borstelharig, licht bruin en niet gezoneerd. Jonge vruchtlichamen zijn uniform behaard. Bij oudere worden klonten gevormd, waardoor het vruchtlichaam een ruw uiterlijk krijgt. De hebben een lengte van 1 cm. De bleek beige poriën zijn iets hoekig tot doolhofachtig en hebben een diameter van 1 mm (15 a 20 per cm). Het vruchtvlees is ongeveer 1 cm dik, ook bleek beige en stevig kurkachtig, maar meer vezelig meteen onder het hoedoppervlak.
De soort lijkt sterk op de zeldzamere bruine borstelkurkzwam. Met een KOH-reactie (kaliumhydroxide) kleurt het bij de bruine borstelkurkzwam tijdelijk zwart en bij de bleke vindt er geen verkleuring plaats.

### Microscopische kenmerken
De basidia hebben vier sterigma en meet 18-23 × 6-7,5 μm. Er zijn geen cystidia. Basidiosporen zijn cilindrisch, zeer dunwandig en inamyloïde. De afmeting is 7-12 × 2,5-4 µm. De dunwandige generatieve hyfen met gespen zijn zelden vertakt en inamyloïde. Ze hebben een diameter van (2) 2,3-2,5 (4) μm. De hyfen in het vruchtvlees zijn radiaal gerangschikt, de hyfen in de buitenste lagen van het vruchtlichaam zijn dikwandig (wanden tot 2 μm dik) en licht amyloïde.

## Verspreiding
De bleke borstelkurkzwam komt alleen voor op het noordelijk halfrond: in Noord-Amerika, Europa en Azië. Hij is wijdverbreid in Europa, maar niet in alle landen - niet waargenomen in Engeland en Denemarken. Hij komt vaker voor in warmere streken, op het Scandinavische schiereiland is hij zeer zeldzaam en ook hij komt ook niet voor in Polen. In Nederland komt hij algemeen voor. Hij staat niet op de rode lijst en wordt niet bedreigd.

## Foto's

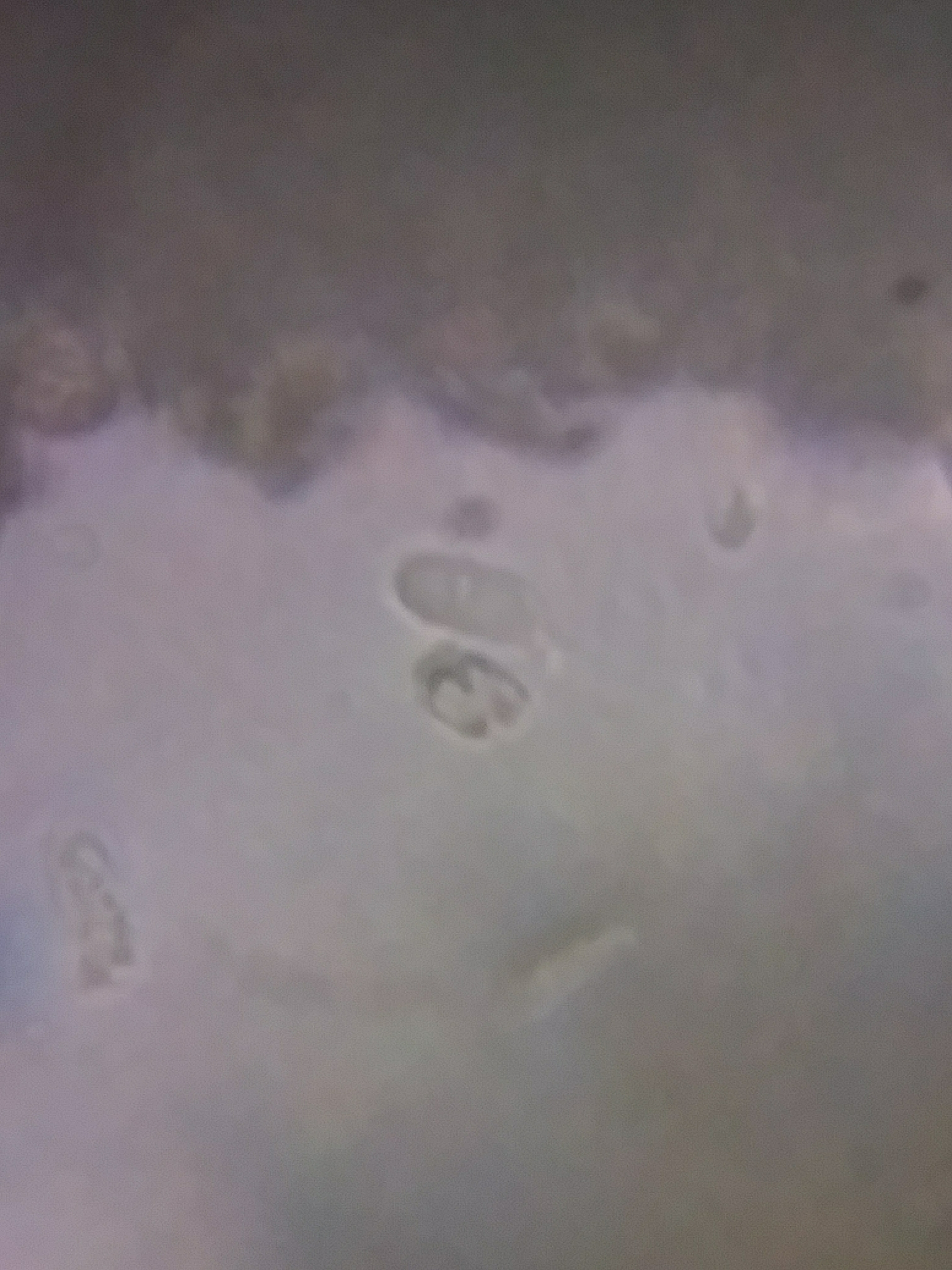
Sporen
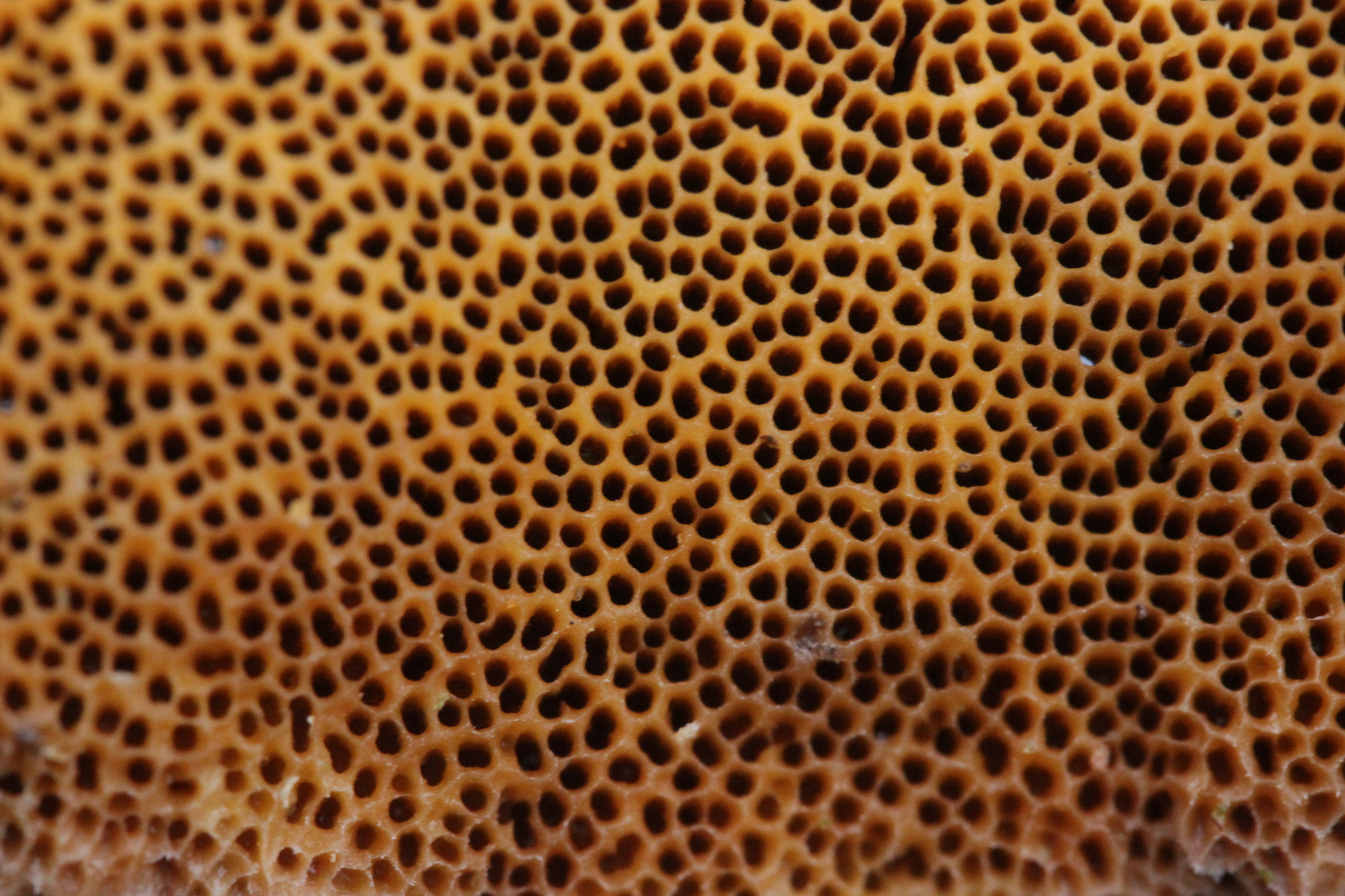
Poriën
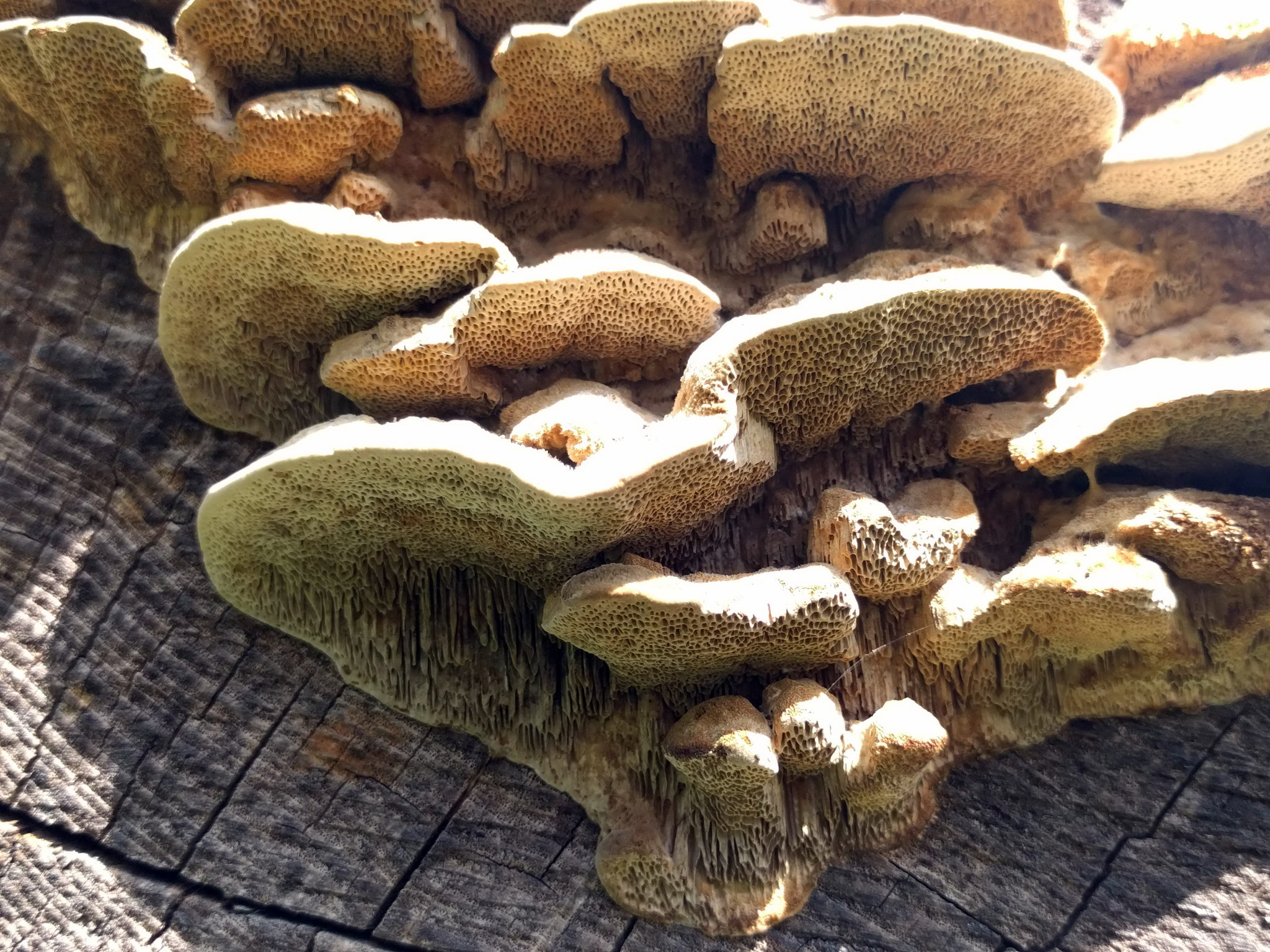
Poriën
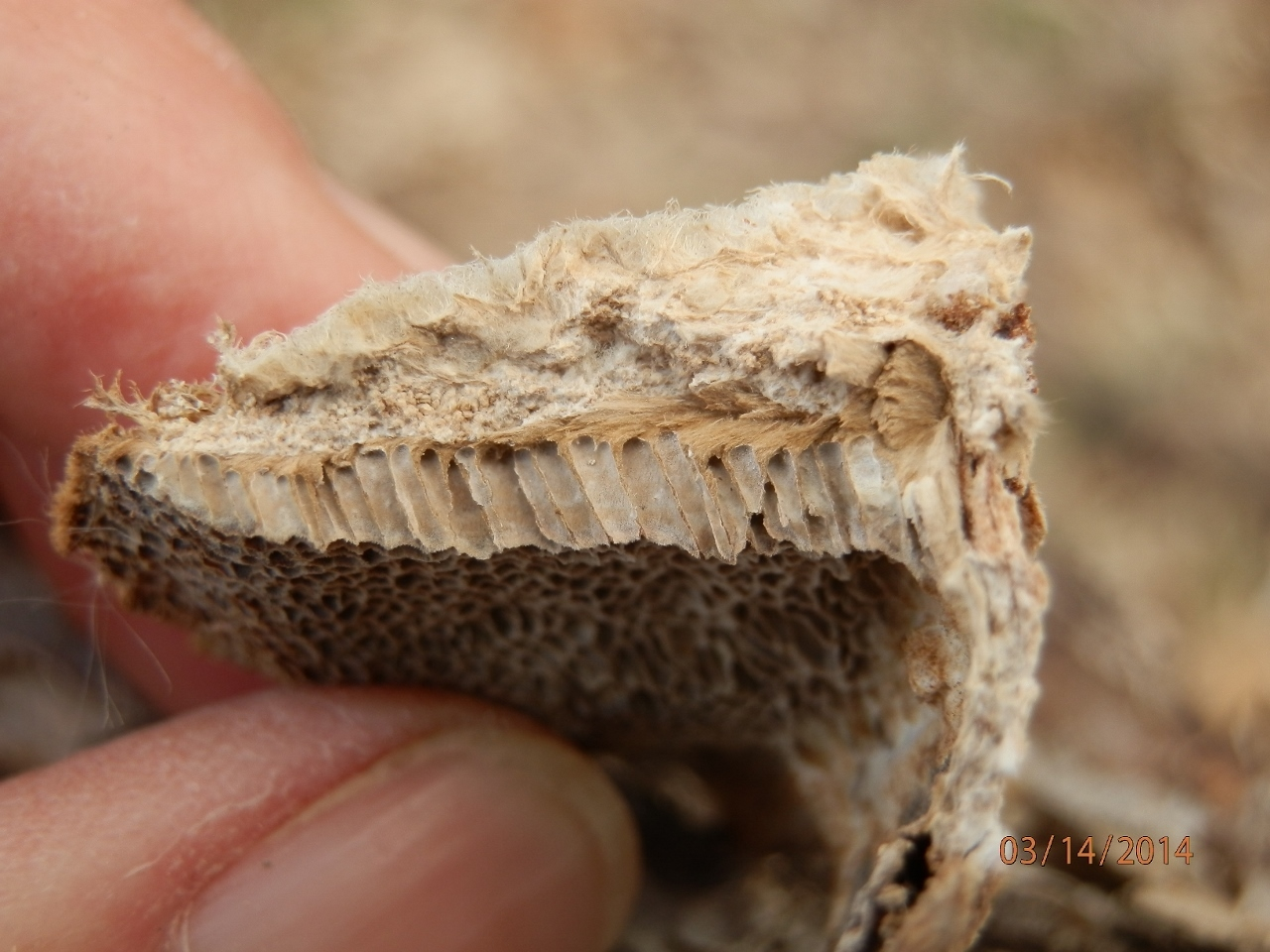
Doorsnede